# Hendre Fourie

a Compétitions nationales et continentales officielles uniquement.

b Matchs officiels uniquement.
Dernière mise à jour le 21 février 2011.
Carel Hendrik Fourie dit Hendre Fourie, né le 19 septembre 1979 à Burgersdorp, est un joueur de rugby à XV international anglais évoluant au poste de troisième ligne aile.

## Carrière

### En club
En 2005, il quitte l'Afrique du Sud pour rejoindre les Rotherham Titans, avant de les quitter pour le club de Leeds Carnegie en 2007. En 2011, il signe aux Sale Sharks. Il dispute six matchs de challenge européen.

### En équipe nationale
Il obtient sa première cape internationale le 6 novembre 2010, à l'occasion d'un test-match contre l'équipe de Nouvelle-Zélande. 

## Palmarès
Le joueur remporte le Tournoi des Six Nations en 2011.
| Édition                      | Rang | Résultats Angleterre | Résultats H. Fourie | Matchs H. Fourie |
| ---------------------------- | ---- | -------------------- | ------------------- | ---------------- |
| Tournoi des six nations 2011 | 1    | 4 v, 0 n, 1 d        | 2 v, 0 n, 0 d       | 2/2              |

Légende : v = victoire ; n = match nul ; d = défaite ; la ligne est en gras quand il y a grand chelem.

## Statistiques

### En équipe nationale
Depuis sa première sélection en 2010, Hendre Fourie dispute 8 matchs avec l'équipe d'Angleterre. Il participe notamment à un Tournoi des Six Nations (2 matchs).